# Romaldkirk
Romaldkirk ist ein Dorf in Teesdale, in den englischen Pennines. Das Dorf liegt innerhalb der historischen Grenzen des North Riding of Yorkshire, wird aber seit 1974 von County Durham verwaltet.
Es wurde angenommen, dass der Ortsname von dem ziemlich unbekannten sächsischen St. Rumwold ableitet. Er soll nach seiner Taufe als Kind das Evangelium gepredigt haben. Seiner Begräbnisort ist als Buckingham aufgezeichnet. Die Dorfkirche in Strixton, Northamptonshire ist ihm ungewöhnlich gewidmet.
Es wurde auch vorgeschlagen, dass das Dorf den Namen St. Ronald trägt. Er war eine obskure Gestalt, die im Alter von drei Jahren eines der Evangelien rezitierte und dann starb.
Im Dorf, gab es früher einen Bahnhof.
Der Ingenieur Thomas Page wuchs in Romaldkirk auf.
Die Architekten Maxwell Fry und Jane Drew, und die berühmte Bäuerin Hannah Hauxwell sind in der Nähe der Dorfkirche begraben.
Die Dorfkirche ist ein denkmalgeschütztes Gebäude (oder Grade 1 Listed Building). In der Kirche findet man zu beiden Seiten des Chorgewölbe erhaltene Teile angelsächsischer Mauern, einen spätmittelalterlichen Lettner, ein Steinbildnis von Hugh Fitz Henry (der 1305 im Kampf mit Eduard I. von England starb) mit Kettengeflecht, ein Taufbecken aus dem 12. Jahrhundert und eine Kanzel (ursprünglich Teil einer dreistöckigen Kanzel) aus dem frühen 18. Jahrhundert.